# شعار ساموا الأمريكية
شعار ساموا الأمريكية مصمم بأسلوب مستوحى من ثقافة شعب ساموا الأصلية، تم تقديم الشعار إلى مجلس النواب الأمريكي في 2 مارس 1985، من قبل المندوب فوفو إيوسيفا فيتي سونيا. قدم فوفو الطلب في نوفمبر 1981. صممه طاقم مهندسي مبنى الكابيتول.